# Šumbark
Šumbark (německy Schumberg, polsky Szumbark) je částí města Havířov. Poprvé je uváděn roku 1438, v roce 1947 se zde započalo s výstavbou prvního havířovského sídliště. Stavba nového sídliště probíhala v letech 1986–1990.
Stojí zde zámek z přelomu 18. a 19. století s fragmenty původních fasád a torzem krajinářského parku ze začátku 19. století. Dále empírový kostel sv. Anny z let 1841–1845 (dostavba presbytáře v letech 1969–1971). Na bývalém hřbitově před kostelem náhrobek Friedricha von Arco z roku 1835.

## Název
Původ jména je stejný jako v případě Šumperku - německé Schönberg ("krásný vrch""). Odlišné zakončení, než je ve jménu Šumperku, má na svědomí jiný hláskový vývoj místních nářečí.

## Historie

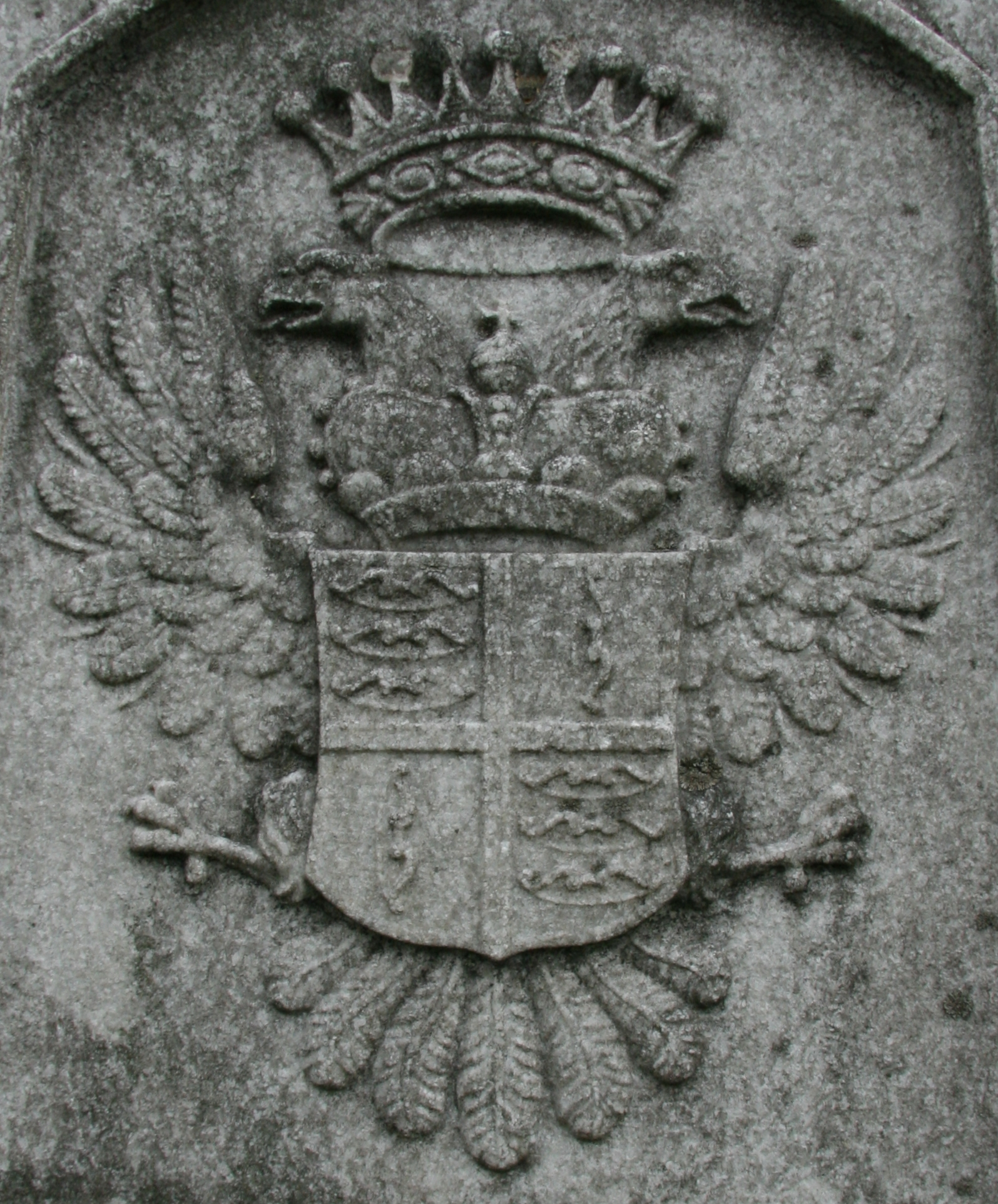
Fridrich von Arco, mramorový náhrobek s rodovým erbem na pozemku kostela sv. Anny

Vznik obce Šumbark se odhaduje pravděpodobně v dobách velké kolonizace Těšínska, tedy koncem 13. století. Prvotní písemné zmínky o Šumbarku se však objevují až v první polovině 15. století, kdy se zde střídali různí majitelé zvaní ze Szumberka. Byli to např. Zbyněk v roce 1438, Jan a Petr v roce 1476, nebo Pavel v roce 1482. Jejich původním sídlem byla dle archeologického výzkumu středověká tvrz.
Na začátku 17. století, nejspíše za dob Rostků ze Bzí, byl na stejném místě jako původní tvrz postaven renesanční zámek. Dokladem je, že vznikl z části na středověkých kamenných základech a z části na nových. U zámku stály také i další budovy a hospodářská stavení. V přilehlém parku stál hřbitov s dřevěným kostelem, který byl propojen se zámkem podzemní chodbou. V roce 1686 se stal novým pánem Jan Rymultovský z Kornic. Rymultovští, kteří toto panství měli ve svém držení několik desítek let, ho přestavěli do barokního stylu. Roku 1803 byl pak zámek přestavěn do klasicistního stylu novým majitelem Václavem Karlem II.

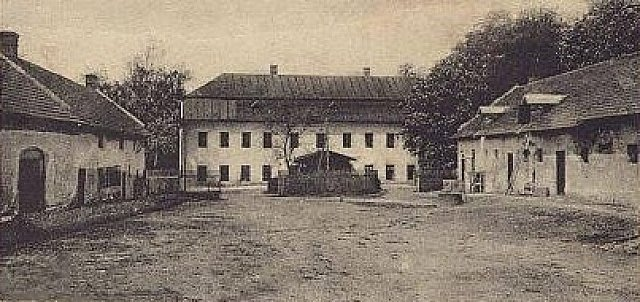
Zámek Šumbark v roce 1908

30. října 1823 vypukl v prádelně požár, při kterém úplně shořel dřevěný kostel, hospodářské budovy i samotný zámek. Zůstaly stát pouze cihlové stěny. Proto se rozhodl nový majitel Jan Michník roku 1827 prodat panství říšskému kancléři hraběti Fridrichu von Arco, který provedl kompletní rekonstrukci a úpravu zničeného zámku do empírového stylu. K zámku náležely opravené hospodářské budovy, sladovna, lihovar, obydlí úředníků, dozorce, kováře a řezníka. Mramorový náhrobek s erbem rodu hraběte von Arco stojí doposud nedaleko katolického kostela. Po smrti hraběte von Arca se panství ujal roku 1835 Josef Ludwig Neisser z Nového Jičína na Moravě. Od něj ho odkoupila roku 1845 společnost Obchodní dům Wetter & Comp. v Lipsku. Od té doby přestal zámek sloužit jako panské sídlo. Před rokem 1875 získal zámek Emerich, svobodný pán z Mattencloitu, který se stal také prvním starostou obce Šumbark. Roku 1905 byl zámek odkoupen bratry Guttmanovými z Vídně, kteří provedli po první světové válce rozsáhlé opravy, mimo jiné instalace elektrické osvětlení. Podle rakouského sčítání lidu v roce 1910 měl Šumbark 1380 obyvatel, z nichž 1 318 bylo trvale přihlášených, 1 235 (93,7%) bylo polsky, 64 (4,9%) česky a 19 (1,4%) německy mluvících, 661 (47,9%) bylo katolíků, 678 (49,1%) protestantů, 17 (1,2%) kalvinistů, 22 (1,6%) Židů a 2 (0,1%) ostatních . Ve 20. letech 20. století bylo zavedeno ucelené hospodářství díky nově nakoupeným moderním strojům.

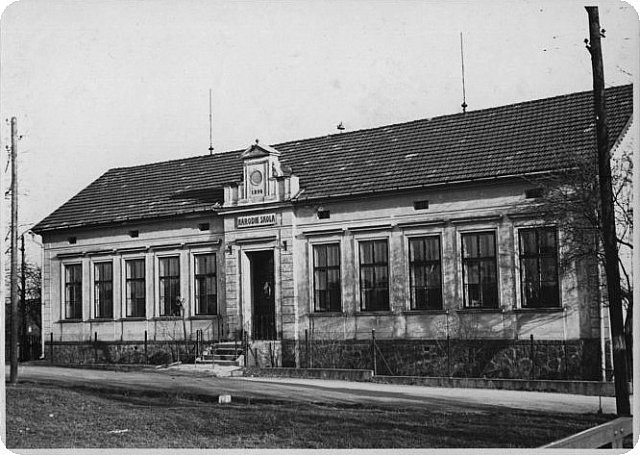
Národní škola v Šumbarku

Po druhé světové válce zámek chátral a uvažovalo se o jeho demolici. Roku 1966 bylo nakonec rozhodnuto o jeho opravě, zrušení parku a demolici hospodářských budov. V letech 1970–1994 byl využíván Technickými službami Havířov. Po rozsáhlé devastaci v roce 1994 rozhodl havířovský magistrát o generální rekonstrukci pro komerční využití, avšak v rámci zachování kulturní památky. 10. ledna 1998 proběhlo slavnostní otevření zámku. Dodnes slouží jako obřadní síň, hotel, restaurace.

## Veřejná doprava
Na rozhraní městských částí Šumbark a Město se nachází vlakové nádraží Havířov. Jezdí zde vlaky linek S9 a R61 Český Těšín – Ostrava-Svinov (Opava Východ) a vlaky RJ Košice - Žilina – Třinec – Havířov – Praha společnosti RegioJet.
Na Šumbark je vedena MHD Havířov. Část Šumbark, točna Lidická: MHD 402, 404, 412; část 1. etapa, točna Petřvaldská: 403, 409, 413, 415; část 2. etapa: MHD 401, 405, 416, 419; přes náměstí T. G. Masaryka jezdí linky MHD 401, 402, 412, 413, 414, 417. V nočních hodinách je do Šumbarku vypravována noční linka č. 408, která obsluhuje veškeré Šumbarské části.
Šumbark je obsluhován také příměstskými autobusy, konkrétně linkami 369 do Frýdku-Místku přes Šenov, 440 do Ostravy (vybrané spoje jedou přes Novou huť), 441 do Ostravy, 453 do Bohumína a 461 do nošovické průmyslové zóny.

## Osobnosti
- František Chlebus (1847–1916), politik, moravský zemský poslanec